# Pamakayo
Pamakayo is een bestuurslaag in het regentschap Flores Timur van de provincie Oost-Nusa Tenggara, Indonesië. Pamakayo telt 1166 inwoners (volkstelling 2010).